# Zavod Salesianum
Zavod Salesianum za vzgojno-izobraževalno, socialno, kulturno in versko dejavnost je zasebni zavod, katerega je 14. oktobra 1996 ustanovila Salezijanska inšpektorija svetega Cirila in Metoda - Ljubljana z imenom Zavod Janeza Smrekarja. Med letoma 1997 in 2000 je zavod deloval v Murski Soboti, nato pa je bil sedež zavoda preseljen v Rakovnik (Ljubljana). Leta 2006 je bil zavod preimenovan v trenutni naziv.
Zavod je razdeljen na organizacijske enote:
- Mladinski center Skala[2],
- Glasbena šola Rakovnik[3]
- Oratorij Slovenija[4],
- Projektno učenje za mlajše odrasle – PUM (Celje)[5]
- Salezijanski mladinski center Rakovnik[6] in
- Študentski dom Rakovnik[7].

Na Rakovniku zavod deluje v Rakovniški graščini in Konviktu.